# Gerry Adams

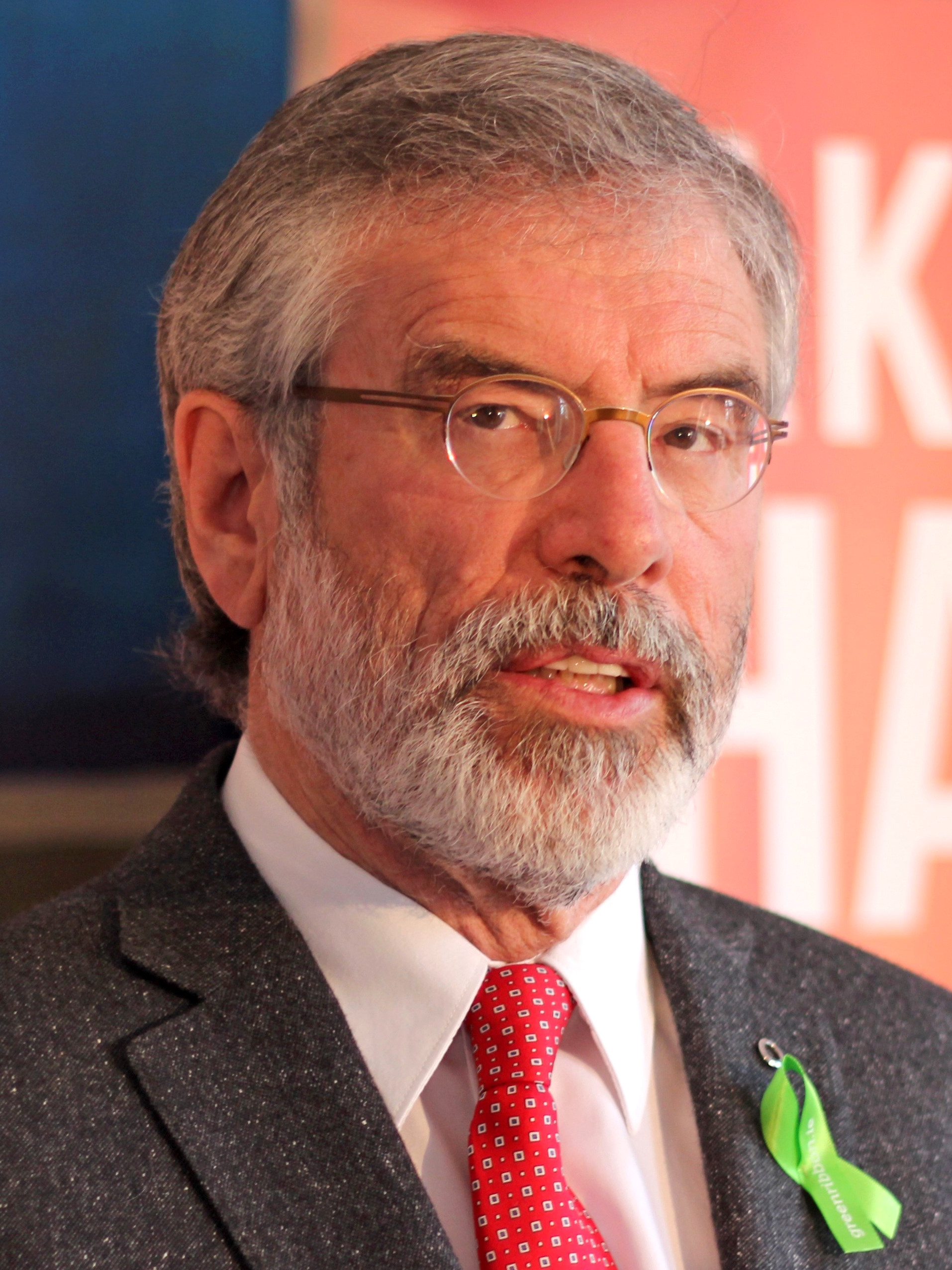
Gerry Adams, 2014

Gerard „Gerry“ Adams (irisch Gearóid Mac Ádhaimh; * 6. Oktober 1948 in Belfast, Nordirland) ist ein irisch-republikanischer Politiker, ehemaliger Präsident der Partei Sinn Féin und von 2011 bis 2020 Teachta Dála (TD) für Louth (Abgeordneter des irischen Unterhauses, Dáil Éireann).  Von 1983 bis 1992 sowie von 1995 bis 2011 war er Abgeordneter (MP) im britischen Unterhaus, dessen Sitz er jedoch aus politischen Gründen (Sinn-Féin-Politik des Abstentionismus) nie einnahm, und von 1998 bis 2010 Abgeordneter (MLA) der Nordirland-Versammlung.
Das frühere Mitglied der Provisional Irish Republican Army (IRA) soll als führende Figur bis in den Armeerat, das Führungsgremium der IRA, und zum IRA-Stabschef (Chief of Staff), dem Oberbefehlshaber der Untergrundorganisation, aufgestiegen sein. Seit Anfang der 1980er Jahre bestreitet Adams jedoch, jemals Mitglied der IRA gewesen zu sein, obwohl dies immer wieder von Sicherheitsbehörden, Journalisten und ehemaligen Kameraden berichtet wird.
Er war von 1978 bis 1983 einer der Vizepräsidenten der Partei Sinn Féin und von 1983 bis 2018 deren Parteivorsitzender.
Adams ist im Rahmen des Nordirlandkonflikts ein wichtiger Architekt des Friedensprozesses, der 1998 ins Karfreitagsabkommen, 2006 ins St-Andrews-Abkommen und 2010 ins Hillsborough-Abkommen mündete.

## Jugend
Gerry Adams kam 1948 als Sohn von Gerry Adams Sr., einem ungelernten Bauarbeiter, und Annie Adams (geborene Hannaway), einer ungelernten Arbeiterin in einer Leinenfabrik, im katholisch-nationalistisch dominierten Westbelfast auf die Welt, als ältestes von insgesamt zehn Kindern, fünf Jungen und fünf Mädchen.
Adams wurde in eine Arbeiterfamilie hineingeboren, die mit dem irischen Republikanismus tief verwurzelt ist. Sein Großvater väterlicherseits (er hieß ebenfalls Gerry) war Mitglied der Geheimgesellschaft Irish Republican Brotherhood (IRB). Sein Vater Gerry Adams Sr. trat der Irisch-Republikanischen Armee (IRA) als Sechzehnjähriger bei und bekam 1942 nach einem fehlgeschlagenen Anschlag auf eine Streife der mehrheitlich protestantischen nordirischen Polizei Royal Ulster Constabulary (RUC), bei dem er selbst von drei Kugeln getroffen wurde, eine achtjährige Haftstrafe. Zwei seiner Onkel väterlicherseits, Dominic und Patrick, wurden während des Zweiten Weltkriegs wegen ihrer IRA-Mitgliedschaft ohne Gerichtsurteil interniert, Dominic in der Republik Irland und Patrick in Nordirland. Dominic Adams war Anfang des Krieges ein führendes Mitglied während der Bombenkampagne in England.
Die Hannaways, die Familie seiner Mutter, haben eine ähnliche Geschichte. Sein Urgroßvater mütterlicherseits, Michael Hannaway, war auch Mitglied der IRB. Sein Großvater Billy Hannaway war Wahlhelfer Eamon de Valeras, als dieser sich bei den britischen Unterhauswahlen 1918 in West Belfast aufstellen ließ. Später brach er mit de Valera, als dieser den konstitutionellen politischen Weg einschlug. Adams’ Mutter war Mitglied der IRA-Frauenorganisation Cumann na mBan. Drei ihrer Brüder, Tommy, Liam und Alfie, waren stadtbekannte IRA-Angehörige.
Adams, der zunächst bei seiner Großmutter mütterlicherseits in der Falls Road in Westbelfast lebte, zog bald darauf mit seinen Eltern nach Greencastle am nördlichen Stadtrand von Belfast in eine Einzimmerwohnung. Als die Familie im Laufe der Jahre immer größer geworden war, kehrte sie in den 1950er Jahren wieder nach Westbelfast zurück. Dort hatte die nordirische Regierung nach dem Krieg ein neues Wohngebiet namens Ballymurphy errichtet, wo die Familie Adams nun eine Wohnung in 11 Divismore Park bezog. Gerry Adams ging danach auf die weiterführende katholische Jungenschule St. Mary’s Christian Brothers Grammar School.

## IRA

### Anfänge
1964 begann er, sich als Jugendlicher für die irisch-republikanische Politik zu interessieren und unterstützte den damaligen lokalen Sinn-Féin-Kandidaten als Wahlhelfer bei einer Wahl in Westbelfast, die in einer zweitägigen Straßenschlacht zwischen katholisch-nationalistischen Jugendlichen und der Polizei gipfelte. Im Jahr darauf brach er die Schule ab und begann als Barkeeper zum Lebensunterhalt seiner Familie beizutragen. 1966 trat er dann mit 18 Jahren in die örtliche D-Kompanie der Belfast Brigade der IRA ein. In ihr hatte schon sein Vater gegen den nordirischen Staat gekämpft. Adams schloss sich 1966 einer Organisation an, die sich nach ihrer sogenannten Border Campaign (1956–1962) gegen Nordirland im Richtungsstreit befand. Als die IRA 1962 die Waffen niederlegte und das Ende der Border Campaign verkündete, verließen viele Mitglieder die Untergrundorganisation enttäuscht. Als der Kompaniekommandeur Liam McParland im November 1969 bei einem Autounfall ums Leben kam, übernahm Gerry Adams dessen Posten.
Als die Gewalt 1969 in Nordirland eskalierte und der Nordirlandkonflikt begann, spaltete sich die IRA endgültig in die politisch bzw. sozialistisch orientierte Official Irish Republican Army und die anfangs fast rein militaristische Provisional Irish Republican Army. Adams und die D-Kompanie schlossen sich im April 1970 der Provisional IRA in Belfast an. Dort wurde er bald der Kommandeur des neuen 2. Bataillons der Belfast Brigade. Im 2. Bataillon traf er auf Ivor Bell und Brendan Hughes, die zu seinen langjährigen engen Vertrauten sowie Verbündeten wurden.

### Führung in Belfast
Nach Einführung der Internment-Politik der nordirischen und britischen Regierungen am 9. August 1971 gab der damalige Kommandeur der Belfast Brigade Joe Cahill am folgenden Tag eine öffentliche Pressekonferenz in einer Schule im Stadtteil Ballymurphy, in der er behauptete, dass die IRA durch die Internierungen nicht geschwächt worden sei. Cahill musste dennoch nach diesem Propaganda-Coup in die Republik Irland fliehen, um der Festnahme zu entgehen. Deshalb übernahm Seamus Twomey Cahills Position als Brigadekommandeur. Twomey ernannte Adams zu seinem Stellvertreter.
Im folgenden Jahr wurde Adams am 14. März 1972 von der britischen Armee verhaftet und interniert. Man brachte ihn zuerst in die RUC-Polizeistation an der Springfield Road, wo die Polizei ihn identifizierte, nachdem er sich bei seiner Verhaftung als Joe McGuigan ausgegeben hatte. Danach kam er in die Palace Barracks in Holywood am östlichen Stadtrand von Belfast. Dort wurde in den ersten Internierungswellen sein Cousin Kevin Hannaway (später in den 1980er Jahren Quartermaster General und Stellvertreter des IRA-Stabschefs) so stark misshandelt, dass er an bleibenden psychischen und physischen Folgeschäden litt. Nun wurde Adams in den Palace Barracks ebenfalls misshandelt. Nach den Verhören internierte man ihn erst auf dem Gefängnisschiff Maidstone, wo er auf seine Onkel Alfie und Liam traf. Als die Maidstone als Gefängnis aufgegeben wurde, verlegte man Adams in das Internierungslager Long Kesh, in dem zu dieser Zeit auch sein Vater und sein Bruder Paddy einsaßen.
Am 26. Juni 1972 erklärte die IRA einen vorübergehenden Waffenstillstand, woraufhin sich eine IRA-Delegation mit einer britischen Delegation unter der Leitung des damaligen Nordirlandministers William Whitelaw am 7. Juli 1972 zu Geheimgesprächen in London traf. Adams gehörte zu den anwesenden IRA-Führern, da er für dieses Treffen extra freigelassen worden war. Die anderen IRA-Führer waren Seán Mac Stíofáin, Dáithí Ó Conaill, Seamus Twomey, Ivor Bell und Martin McGuinness. Die Gespräche verliefen wenig konstruktiv, so dass der Waffenstillstand von der IRA bereits zwei Tage später aufgehoben wurde.
Adams war zusammen mit den anderen IRA-Kommandeuren wie Twomey, Bell und Hughes im Belfaster Stab für die Planung und Organisation mehrerer schwerer Bombenanschläge in Belfast verantwortlich. Darunter waren der Anschlag auf das Abercorn Restaurant am 4. März 1972, bei dem zwei Menschen getötet und über einhundert verletzt wurden, sowie der sogenannte Bloody Friday am 21. Juli 1972. Bei dieser Anschlagsserie am 21. Juli explodierten in etwas über einer Stunde zwischen 19 und 22 Autobomben in ganz Belfast – neun von ihnen innerhalb von 18 Minuten und sechs innerhalb von drei Minuten. Dabei wurden neun Menschen getötet und erneut über einhundert verletzt. Unter den Verletzten dieser Anschläge gab es viele Schwerverletzte, die teils schreckliche Verstümmelungen davongetragen haben. Die IRA behauptete zwar, dass sie keine zivilen Opfer absichtlich töte und dass die britischen Sicherheitskräfte auf die Warnungen oft nicht richtig reagiert hätten, jedoch lösten diese Attentate, besonders Bloody Friday, nicht nur in der weiten Öffentlichkeit, sondern selbst unter den meisten IRA-Sympathisanten Abscheu und Empörung aus. Bis 1972 hatte die IRA gerade in West Belfast viele Gebiete unter ihrer Kontrolle, aber nun marschierte die britische Armee in einer großen Aktion namens Operation Motorman am 31. Juli 1972 in solche Gebiete ein und baute dort dauerhafte, befestigte Posten, um die Bewegungsfreiheit der IRA einzuschränken. Nach diesem Rückschlag wurde Seamus Twomey, wie zuvor Joe Cahill, als Brigade-Kommandeur abgelöst und nach Dublin ins General Headquarters (GHQ), den Generalstab der IRA, geschickt, um die Belfaster IRA dort zu vertreten. Sein Nachfolger wurde Gerry Adams, der Ivor Bell zu seinem Stellvertreter machte.

### Long Kesh
Am 19. Juli 1973 wurden Adams sowie weitere führende Mitglieder der IRA in Belfast festgenommen und interniert. In Long Kesh war er zusammen mit Ivor Bell und Brendan Hughes eingesperrt. Als die IRA-Führung im Februar 1975 erneut einen Waffenstillstand ausrief und wieder mit britischen Vertretern geheim verhandelte, waren Adams und seine beiden Kameraden skeptisch. Der Waffenstillstand endete im Januar 1976. Adams, Bell und Hughes warfen der Führung Inkompetenz und die Schwächung der Kampfkraft sowie der Moral der IRA vor. Im Internierungslager entwarfen sie eine neue Struktur der IRA. Damit ihre Einheiten beispielsweise möglichst schwer zu infiltrieren wären, sollte die Untergrundorganisation in Zukunft eine Zellenstruktur und einen gesamtverantwortlichen inneren Sicherheitsdienst haben. Außerdem sollte die IRA in ein Northern Command und ein Southern Command aufgeteilt werden. Die IRA sollte des Weiteren eher auf einen langen Krieg setzen, als auf einen schnellen militärischen Sieg sowie ein so genanntes Green Book entwickeln.
Die Gruppe suchte sich mit Brian Keenan und Martin McGuinness Verbündete außerhalb des Gefängnisses, die ebenfalls eine Neuorganisation propagierten. Am Ende wurden die Vorschläge von der IRA-Führung übernommen. Als die irische Polizei Garda Síochána den damaligen IRA-Stabschef Seamus Twomey im Dezember in Dublin festnahm, hatte dieser eine Kopie der Restrukturierungspläne bei sich.

### Armeerat
Nach seiner Freilassung 1977 berief man Adams schon bald in den siebenköpfigen Armeerat, das oberste Führungsgremium der IRA. Dort wurde er im Sommer des Jahres 1977 der Stellvertreter des Stabschefs Twomey und nach dessen Verhaftung Ende 1977 selber IRA-Stabschef.
Am 18. Februar 1978 verhafteten die RUC und Soldaten des 2ten Bataillons der Leichten Infanterie (B Kompanie) Adams erneut, nachdem die IRA einen Tag zuvor einen Anschlag auf das Restaurant La Mon im Osten Belfasts verübt hatte. Dabei wurden 12 Zivilisten getötet und 30 verletzt. Es gilt bis heute als eine der schwersten Gräueltaten während des gesamten Nordirlandkonfliktes. Adams verbrachte danach sieben Monate im Crumlin-Road-Gefängnis als beschuldigtes IRA-Mitglied. Die Vorwürfe beruhten auf Ausschnitten eines jährlichen Sinn-Féin-Parteitages, die in einer Dokumentation des BBC-Programmes Panorama ausgestrahlt worden waren. Am Ende wurde das Verfahren mangels ausreichender Beweise eingestellt, und die Behörden mussten ihn wieder freilassen, woraufhin er seinen Platz im Armeerat wieder einnahm. Seinen Posten als Stabschef hatte er aber an Martin McGuinness verloren. Seine neue Position war für ein paar Jahre die des Kommandeurs des Northern Commands der IRA, das für alle IRA-Operationen innerhalb Nordirlands sowie in den angrenzenden fünf Grafschaften der Republik Irland Cavan, Donegal, Leitrim, Louth und Monaghan verantwortlich war.
Gerry Adams blieb laut Medienberichten durchgehend bis zum Mai 2005 einfaches Mitglied des Armeerates.
Adams leugnet jedoch seit Anfang der 1980er Jahre bis heute, selbst jemals ein einfaches IRA-Mitglied gewesen zu sein. Zwei Monate nach seinem Ausscheiden verkündete der Armeerat am 28. Juli 2005 das Ende des bewaffneten Kampfs.

## Sinn Féin
Ab 1978 war Adams ein weiterer Vizepräsident der Sinn Féin. Als die IRA und Sinn Féin sich im Verlauf des Hungerstreiks im Maze-Gefängnis 1981 mehr und mehr politisierten und an ersten Wahlen teilnahmen, unterstützte Adams dies. Zusammen mit seinen Unterstützern manövrierte er die alte südirische Führungsriege um Ruairí Ó Brádaigh und Dáithí Ó Conaill aus, sodass IRA und Sinn Féin ihre seit 1972 geltende Éire-Nua-Politik (hauptsächlich Föderalismus) verwarfen und einen Linksruck vollzogen. 1983 wurde er als Nachfolger von Ó Brádaigh Parteivorsitzender.
Bei den Wahlen zum britischen Unterhaus 1983 und 1987 sowie durchgängig seit 1997 wurde er zum Abgeordneten für den Wahlkreis Belfast-West gewählt, zuletzt 2010 mit fast 70 Prozent der Stimmen. Er nahm den Sitz im Unterhaus aber nie ein, da er sich wie alle Abgeordneten der Sinn Féin weigerte, den damit verbundenen Treueeid auf die Königin abzulegen.
Unter der Führung von Gerry Adams und Martin McGuinness gaben IRA und Sinn Féin 1986 den Abstentionismus gegenüber dem Dáil Éireann, also den Verzicht, mögliche gewonnene Sitze im irischen Parlament einzunehmen, auf. Daraufhin spalteten sich einige alte traditionalistische Kader, die vor allem aus der Republik Irland kamen, von der Sinn Féin sowie der IRA ab, und gründeten eine neue Partei namens Republican Sinn Féin. Unter ihnen waren auch Ó Brádaigh und Ó Conaill.
Zusammen mit John Hume, dem Vorsitzenden der sozialdemokratischen, katholischen Social Democratic and Labour Party (SDLP), brachte Adams 1993 mit einer Friedensinitiative neue Bewegung in den Nordirland-Konflikt. Ergebnis war die bedingungslose Waffenruhe, die die IRA am 31. August 1994 verkündete.
Als im Februar 1996 die IRA ihren 17-monatigen Waffenstillstand brach – bei einem Bombenanschlag in den Londoner Docklands wurden zwei Menschen getötet und über hundert verletzt – betonte Adams, dass der Friedensprozess nur durch eine baldige Aufnahme von Allparteiengesprächen zu retten sei. Der Weg dahin wurde aber erst im Juli 1997 durch eine neuerliche Waffenruhe der IRA frei.
Im Oktober 1997 traf Gerry Adams als erster Sinn-Féin-Führer seit der Teilung Irlands mit Tony Blair einen britischen Premierminister. Die Verhandlungen mündeten am 10. April 1998 in das sogenannte Karfreitagsabkommen. Der im Zuge des Abkommens eingerichteten Northern Ireland Assembly gehörte er von der ersten Wahl 1998 bis November 2010 als Abgeordneter für den Wahlkreis Belfast West an.
Dem Guardian erzählte Adams im Sommer 2004, die Folterfotos von Abu Ghraib seien für ihn kein neuer Anblick, auch er sei mit seinen gleichgesinnten Haftgenossen in den 1970er Jahren systematisch gefoltert worden. Kurz darauf stellte er eine Auflösung der IRA in Aussicht, falls die protestantische Partei DUP zu einer Regierungskoalition mit der Sinn Féin bereit sei. Doch die DUP, vertreten durch Ian Paisley, mochte keine Entscheidung fällen, ehe nicht die IRA ihre „Privatarmee“ mit allen Waffen aufgelöst und dies mit Fotos öffentlich gemacht hätte. Während sich Adams’ Sinn Féin in den letzten Jahren zunehmend kompromissbereit zeigte, lehnt die protestantische Seite eine Entwaffnung noch immer ab.
In einer grundlegenden Neuorientierung kündigte Adams am 14. November 2010 seine Absicht an, sich bei den nächsten allgemeinen Wahlen in der Republik Irland am 11. März 2011 um den im County Louth frei werdenden Sitz von Arthur Morgan zu bewerben. Gleichzeitig teilte er mit, dass er seine Sitze in der Northern Ireland Assembly und im Westminster aufgebe, was er in zwei Schritten bis zum 20. Januar 2011 vollzogen hat. Am 25. Februar 2011 wurde Adams im Wahlkreis County Louth zum Abgeordneten im Dáil Éireann gewählt.
Im November 2017 kündigte Adams seinen Rücktritt als Parteivorsitzender der Sinn Féin für das Jahr 2018 an. Auch kündigte er an, nicht erneut für einen Sitz im irischen Parlament zu kandidieren. Seit Februar 2020 ist Adams nicht mehr Mitglied im irischen Parlament.

## Attentat auf Gerry Adams
Am 14. März 1984 wurde Adams im Zentrum von Belfast durch ein Attentat der protestantisch-loyalistischen Ulster Freedom Fighters (UFF), bzw. der Ulster Defence Association (UDA), schwer verletzt. Die Attentäter feuerten um die 20 Schüsse auf das Auto, in dem er saß. Er wurde im Nacken, an der Schulter sowie am Arm getroffen, anschließend ins Royal Victoria Hospital gebracht, wo er operiert wurde. Später wurden drei Tatverdächtige verurteilt. Adams behauptete, dass die britischen Sicherheitskräfte Kenntnis von den Attentatsplänen gehabt und den Anschlag trotzdem nicht verhindert hätten.

## Strafverfolgung und Prozess

### Festnahme 2014
In Adams Amtszeit als Kommandeur der Belfast Brigade fiel unter anderem die Entführung und Ermordung von Jean McConville, einer konvertierten Katholikin, zehnfachen Mutter und Witwe aus den Divis Flats in Westbelfast, im Dezember 1972. McConvilles Leiche wurde heimlich an einem Strand im County Louth begraben. Die IRA übernahm erst nach über 20 Jahren die Verantwortung, als sie Informationen über den Verbleib der Leiche herausgab. Ihre Überreste wurden jedoch erst im August 2003 zufällig von Wanderern am Strand von Shelling Hill gefunden. Ein Gerücht, dass McConville aus Vergeltung getötet wurde, weil sie einem verletzten britischen Soldaten geholfen habe, wurde in einer offiziellen Untersuchung zurückgewiesen. Die IRA behauptete später, dass McConville Informationen über örtliche Republikaner via geheimem Radiotransmitter an die britischen Sicherheitskräfte weitergegeben hätte. Dies verneinten McConvilles Kinder. Im Juli 2006 gab die Polizei-Ombudsfrau Nuala O’Loan nach ihrer Untersuchung bekannt, dass es für eine Geheimdiensttätigkeit McConvilles keinerlei Hinweise gäbe. Als das Boston College Aussagen von Zeitzeugen für ein Oral-History-Projekt sammelte und diese Adams belasteten, wurden die Behörden darauf aufmerksam. Adams wurde im April 2014 unter der Anschuldigung festgenommen und verhört, er habe den Mord an McConville befohlen. Nach einigen Tagen wurde er wieder entlassen. Am 29. September 2015 wurde von den Strafverfolgungsbehörden entschieden, dass man keine Anklage gegen Adams und sechs weitere Personen gegen die im Zusammenhang mit dem Mord an Jean McConville ermittelt wurde, erheben werde. Die Beweislage lasse eine Verurteilung als sehr unwahrscheinlich erscheinen. Kinder von Jean McConville wollten nicht zu dieser Entscheidung Stellung nehmen, hatten sich aber bereits zu einem früheren Zeitpunkt eine Zivilklage im Falle des Scheiterns einer strafrechtlichen Verfolgung Adams vorbehalten.

## Familie
Adams ist seit Juli 1971 mit Colette McArdle verheiratet. Sie haben einen gemeinsamen Sohn namens Gearóid, der 1973 geboren wurde.
Am 18. Dezember 2009 erzählte die damals 36-jährige Áine Tyrell, eine Tochter von Liam Adams, der ein jüngerer Bruder von Gerry Adams ist, dass ihr Vater sie jahrelang missbraucht und ihre Mutter geschlagen habe. Außerdem warf sie ihrem Onkel Gerry vor, dass er die Angelegenheit in den 1980er Jahren vertuscht habe. Daraufhin gab Adams zu, dass auch er gewusst habe, dass sein 2003 verstorbener Vater jahrelang mehrere seiner Kinder seelisch, physisch und sexuell missbraucht hat.